# Machimus ugandiensis
Machimus ugandiensis là một loài ruồi trong họ Asilidae. Machimus ugandiensis được Ricardo miêu tả năm 1919. Loài này phân bố ở vùng nhiệt đới châu Phi.